# Redworth
Redworth är en by i civil parish Heighington, i kommunen Borough of Darlington, i grevskapet Durham i England. Byn är belägen 10 km från Darlington. Redworth var en civil parish 1866–1937 när blev den en del av Heighington och Shildon. Civil parish hade 374 invånare år 1931.